# UEFA Futsal Championship 2007
Il campionato europeo di calcio a 5 2007 (ufficialmente UEFA Futsal Championship 2007) è stata la 6ª edizione del torneo, organizzato dall'UEFA. La fase finale si è svolta in Portogallo, dal 16 al 25 novembre 2007, negli impianti di Gondomar e Santo Tirso. Entrambi i comuni fanno parte dell'area metropolitana di Porto. La gara di apertura è stata Portogallo-Italia. L'edizione è stata caratterizzata dall'introduzione del nuovo trofeo, consegnato alla Spagna al termine della finale. Il pallone ufficiale della manifestazione è il +F50 Sala TB prodotto da Adidas. Esso è composto da pannelli curvi termosaldati come il pallone della fase finale del Mondiale di calcio 2006.

## Qualificazioni
La fase di qualificazione, a cui parteciparono trentaquattro selezioni (due in più della precedente edizione), determinò le sette nazionali che – insieme al Portogallo, organizzatore della manifestazione – presero parte alla fase finale.

## Squadre partecipanti
| Squadra    | Partecipante in quanto       | Partecipazioni precedenti        |
| ---------- | ---------------------------- | -------------------------------- |
| Portogallo | Ospitante                    | 3 (1999, 2003, 2005)             |
| Italia     | 1ª classificata nel gruppo A | 5 (1996, 1999, 2001, 2003, 2005) |
| Ucraina    | 1ª classificata nel gruppo B | 4 (1996, 2001, 2003, 2005)       |
| Spagna     | 1ª classificata nel gruppo C | 5 (1996, 1999, 2001, 2003, 2005) |
| Serbia     | 1ª classificata nel gruppo D | 1 (1999)                         |
| Rep. Ceca  | 1ª classificata nel gruppo E | 3 (2001, 2003, 2005)             |
| Russia     | 1ª classificata nel gruppo F | 5 (1996, 1999, 2001, 2003, 2005) |
| Romania    | 1ª classificata nel gruppo G | –                                |

## Risultati

### Fase a gironi

#### Gruppo A

##### Classifica
| Squadra    | Pti | G | V | N | P | GF | GS | DR  |
| ---------- | --- | - | - | - | - | -- | -- | --- |
| Italia     | 7   | 3 | 2 | 1 | 0 | 11 | 1  | +10 |
| Portogallo | 7   | 3 | 2 | 1 | 0 | 8  | 3  | +5  |
| Romania    | 3   | 3 | 1 | 0 | 2 | 9  | 14 | -5  |
| Rep. Ceca  | 0   | 3 | 0 | 0 | 3 | 8  | 20 | -12 |

##### Risultati
| Gondomar 16 novembre 2007, ore 18:30 WET | Portogallo                           | 0 – 0 (0-0) referto | Italia | Pavilhão Multiusos (3.300 spett.)\| Arbitri: \| Károly Török Edi Šunjić Pascal Lemal \| |
| Arbitri:                                 | Károly Török Edi Šunjić Pascal Lemal |                     |        |                                                                                         |

| Arbitri: | Oleh Ivanov Ivan Šabanov Vladimir Colbasiuc |

|                                                             |           | |
| Frič 14'18'’ Sluka 17'07'’ Rešetár 26'32'’ M. Mareš 29'31'’ | Marcatori | 11'36'’, 36'31'’, 39'37'’ (rig.) Matei 16'27'’ Gherman 22'07'’, 34'11'’ Lupu 23'06'’ Molomfalean 31'38'’ Ló. Szőcs |

| Arbitri: | Roberto Gracia Károly Török António Cardoso |

|                                                                                   |           |                 |
| Morgado 1'22'’, 20'43'’, 22'52'’ Saad 5'21'’ Foglia 9'41'’, 18'44'’ Grana 25'39'’ | Marcatori | 13'53'’ Gherman |

| Arbitri: | Ivan Šabanov Alexandr Remin Massimo Cumbo |

|                                                                                       |           |                                      |
| Ricardinho 6'24'’ G. Alves 14'34'’ Pereira 19'00'’ Marcelinho 27'19'’ Formiga 35'04'’ | Marcatori | 1'47'’, 11'43'’ R. Mareš 8'40'’ Frič |

| Arbitri: | Edi Šunjić Roberto Gracia Karel Henych |

|  |           |                                           |
|  | Marcatori | 1'57'’, 24'31'’ Ricardinho 33'32'’ Leitão |

| Arbitri: | Alexandr Remin Oleh Ivanov Antonius van Eekelen |

|                                                         |           |  |
| Zanetti 10'05'’ Foglia 22'01'’ Fabiano 31'10'’, 35'56'’ | Marcatori |  |

#### Gruppo B

##### Classifica
| Squadra | Pti | G | V | N | P | GF | GS | DR |
| ------- | --- | - | - | - | - | -- | -- | -- |
| Spagna  | 7   | 3 | 2 | 1 | 0 | 11 | 4  | +7 |
| Russia  | 6   | 3 | 2 | 0 | 1 | 10 | 8  | +2 |
| Serbia  | 4   | 3 | 1 | 1 | 1 | 7  | 7  | 0  |
| Ucraina | 0   | 3 | 0 | 0 | 3 | 5  | 13 | -8 |

##### Risultati
| Arbitri: | Antonius van Eekelen Pascal Lemal Edi Šunjić |

|                                                                                       |           |                            |
| Marcelo 14'56'’, 37'04'’ Boned 16'38'’ Aparicio 26'55'’ Torrás 32'06'’ Daniel 34'11'’ | Marcatori | 16'55'’, 26'04'’ Čepornjuk |

| Arbitri: | Karel Henych António Cardoso Oleh Ivanov |

|                                      |           |                                                                       |
| Rajić 23'34'’, 30'00'’ Perić 25'03'’ | Marcatori | 1'06'’, 14'41'’, 33'59'’ Cirilo 23'51'’ Chamadiev 36'07'’ Šajachmetov |

| Arbitri: | António Cardoso Antonius van Eekelen Roberto Gracia |

|                          |           |                                                                               |
| Chamadiev 34'13'’ (aut.) | Marcatori | 19'40'’ (aut.) Chursov 25'07'’ (rig.) Cirilo 26'35'’ Šajachmetov 35'48'’ Zuev |

| Arbitri: | Vladimir Colbasiuc Massimo Cumbo Alexandr Remin |

|                 |           |               |
| Linares 17'04'’ | Marcatori | 39'24'’ Rajić |

| Arbitri: | Massimo Cumbo Karel Henych Károly Török |

|                 |           |                                                         |
| Maevskij 5'14'’ | Marcatori | 16'41'’ Linares 19'12'’, 37'27'’ Daniel 22'12'’ Marcelo |

| Arbitri: | Pascal Lemal Vladimir Colbasiuc Ivan Šabanov |

|                                 |           |                                          |
| Čepornjuk 20'52'’ Sytin 23'37'’ | Marcatori | 4'12'’, 22'27'’ Rajić 13'02'’ Cvetanović |

### Fase a eliminazione diretta

#### Tabellone
|  | Semifinali   | Semifinali   | Semifinali |        |        | Finale          | Finale          | Finale          |  |
|  |              |              |            |        |        |                 |                 |                 |  |
|  | Italia       | Italia       | 2          |        |        |                 |                 |                 |  |
|  | Italia       | Italia       | 2          |        |        |                 |                 |                 |  |
|  | Russia       | Russia       | 0          |        |        |                 |                 |                 |  |
|  | Russia       | Russia       | 0          |        | Italia | Italia          | 1               |                 |  |
|  |              |              |            |        | Italia | Italia          | 1               |                 |  |
|  |              |              | Spagna     | Spagna | 3      |                 |                 |                 |  |
|  | Spagna (dcr) | Spagna (dcr) | Spagna     | Spagna | 3      | 2 (4)           |                 |                 |  |
|  | Spagna (dcr) | Spagna (dcr) |            |        |        | 2 (4)           |                 |                 |  |
|  | Portogallo   | Portogallo   | 2 (3)      |        |        | Finale 3º posto | Finale 3º posto | Finale 3º posto |  |
|  | Portogallo   | Portogallo   | 2 (3)      |        |        |                 |                 |                 |  |
|  |              |              |            |        |        |                 |                 |                 |  |
|  |              |              |            |        |        | Russia          | Russia          | 3               |  |
|  |              |              |            |        |        | Russia          | Russia          | 3               |  |
|  |              |              |            |        |        | Portogallo      | Portogallo      | 2               |  |

#### Semifinali
| Arbitri: | Roberto Gracia Edi Šunjić Vladimir Colbasiuc |

|                              |           |  |
| Grana 2'37'’ Fabiano 30'10'’ | Marcatori |  |

| Arbitri: | Massimo Cumbo Károly Török Oleh Ivanov |

|                                |                      |                                               |
| Daniel 35'25'’ Linares 38'00'’ | Marcatori            | 30'58'’ G. Alves 34'11'’ Ricardinho           |
| Boned Daniel Torrás Ortiz      | Tiri di rigore 4 – 3 | Ricardinho Queirós Marcelinho I. Alves Leitão |

#### Finale 3º posto
| Arbitri: | Oleh Ivanov Vladimir Colbasiuc Edi Šunjić |

|                                                  |           |                                 |
| Cirilo 16'55'’ Fukin 17'25'’ Šajachmetov 35'47'’ | Marcatori | 14'35'’ G. Alves 35'14'’ Leitão |

#### Finale
| Arbitri: | António Cardoso Karel Heynic Károly Török |

|                |           |                                                    |
| Feller 29'44'’ | Marcatori | 8'45'’ Marcelo 21'51'’ Daniel 26'52'’ J. Rodriguez |

## Classifica marcatori
5 reti
- Cirilo
- Predrag Rajić
- Daniel

4 reti
- Ricardinho
- Marcelo

3 reti
- Fabiano Assad
- Adriano Foglia
- Eduardo Morgado
- Gonçalo Alves
- Florin Matei
- Vladislav Šajachmetov
- Andreu Linares
- Serhij Čepornjuk

2 reti
- David Frič
- Roman Mareš
- Fernando Grana
- Fernando Leitão
- Cosmin Gherman
- Robert Lupu

1 rete
- Michal Mareš
- Tomáš Sluka
- Lukáš Rešetár
- Saad Assis
- Alexandre Feller
- Sandro Zanetti
- Formiga
- Marcelinho
- Arnaldo Pereira
- Gabriel Molomfalean
- Lóránd Szőcs
- Damir Chamadiev
- Aleksandr Fukin
- Konstantin Maevskij
- Sergej Zuev
- Vladan Cvetanović
- Marko Perić
- Álvaro Aparicio
- Kike Boned
- Javier Rodriguez
- Jordi Torrás
- Serhij Sytin